# 1930 год в изобразительном искусстве СССР

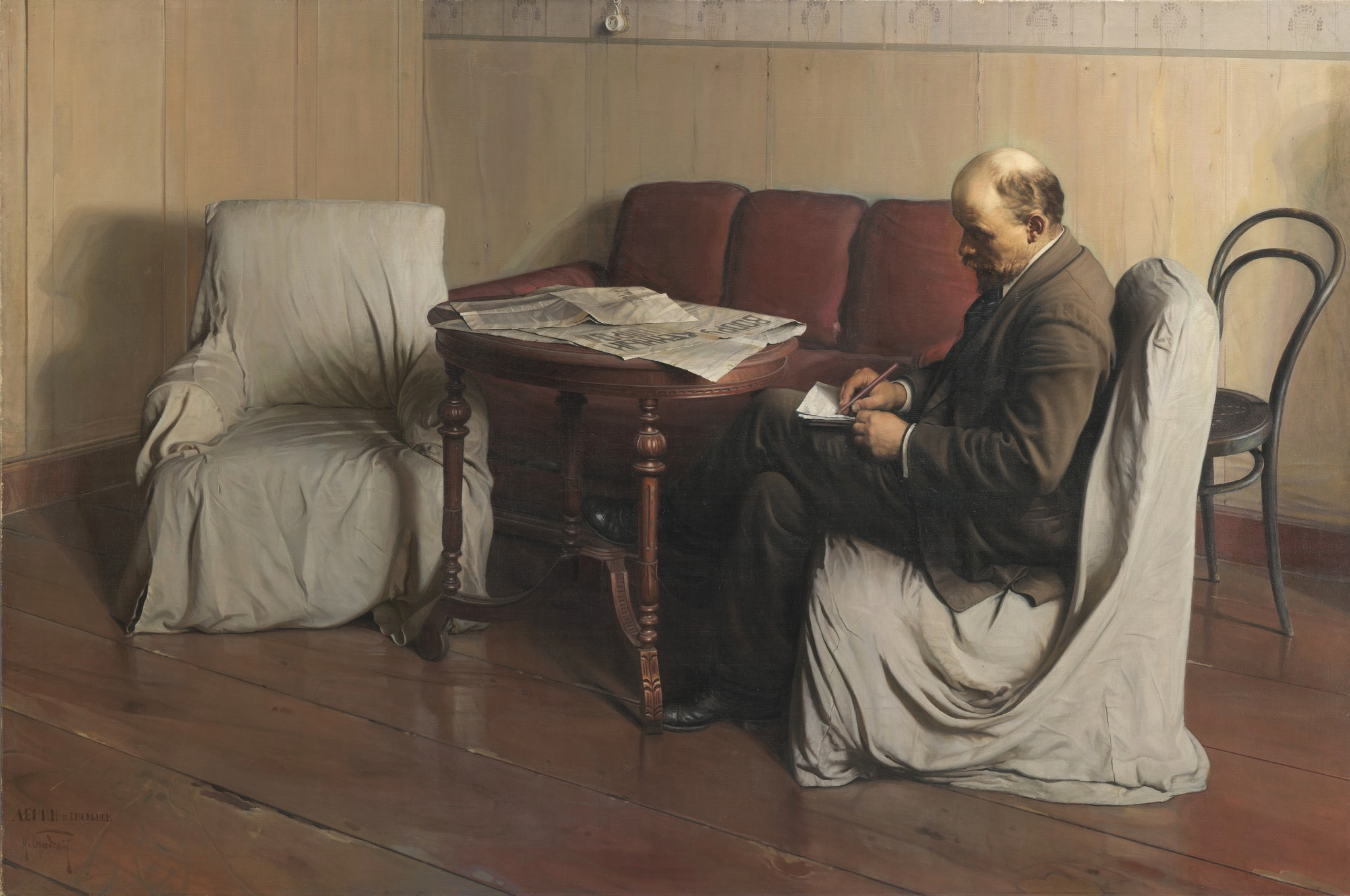
И. И. Бродский. В. И. Ленин в Смольном

1930 год был отмечен рядом событий, оставивших заметный след в истории советского изобразительного искусства.

## События
- В результате очередной реорганизации ленинградский преобразован в Ленинградский институт пролетарского изобразительного искусства (ИНПИИ). Московский был объединён с ленинградским институтом и как самостоятельное учебное заведение был закрыт. Его студенты были переведены для обучения в Ленинград. Новым ректором института был назначен Ф. А. Маслов.

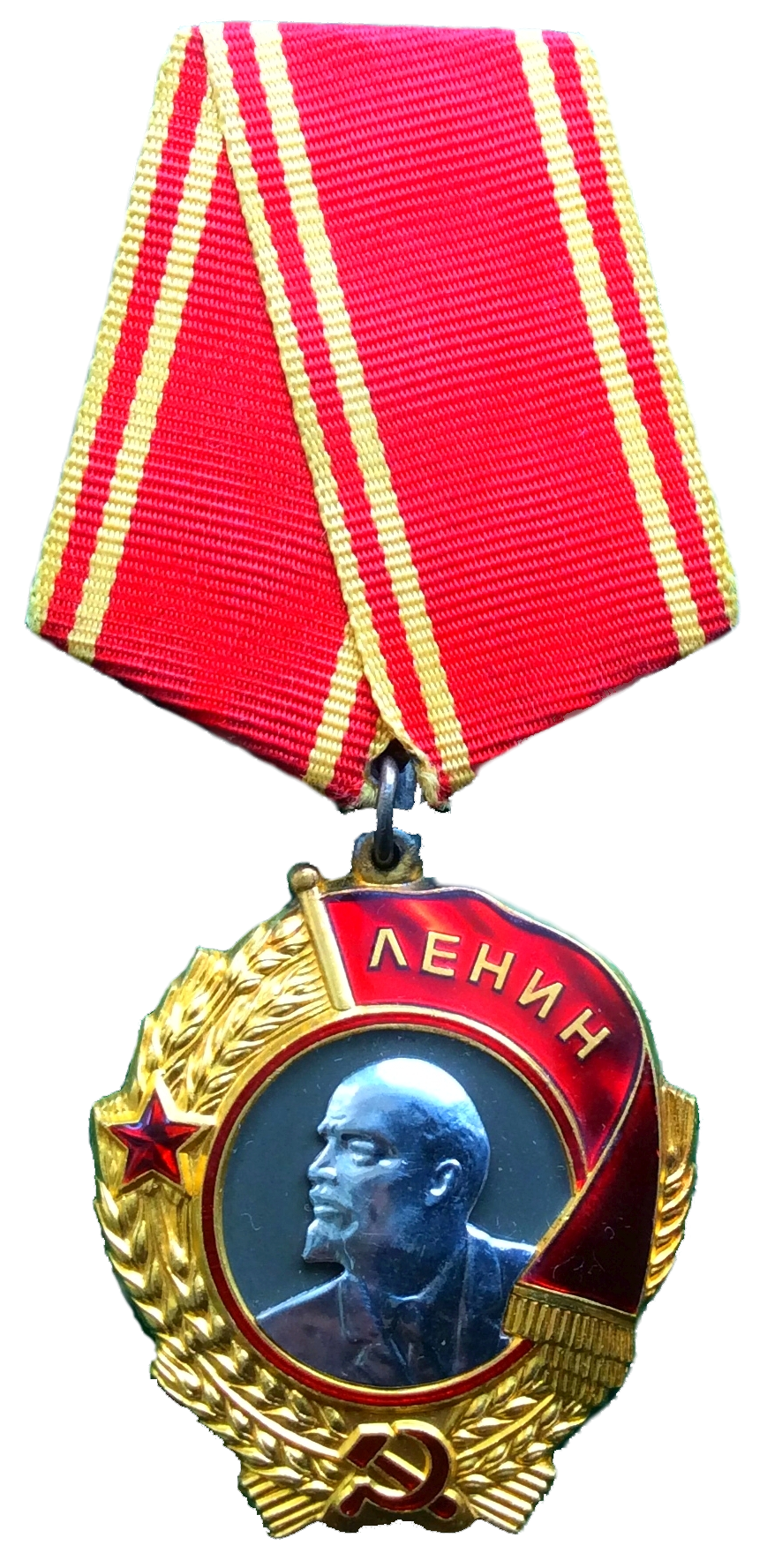
Орден Ленина

- 6 апреля постановлением Президиума ЦИК СССР учреждён Орден Ленина — высшая награда Союза Советских Социалистических Республик. Макет ордена был выполнен скульпторами И. Шадром и П. Таёжным по эскизу художника И. Дубасова. В последующем в статус ордена и его внешний вид вносились изменения. Свой окончательный вид он приобрёл в 1943 году.

- И. Бродский создаёт картину «В. И. Ленин в Смольном в 1917 году» (ГТГ), которая сразу же после своего появления стала одним из самых популярных произведений, посвящённых образу вождя революции и основателя советского государства.

- В Ленинграде в залах Академии художеств открылась очередная «Выставка картин Общества имени А. И. Куинджи». Среди работ 74 участников экспонировались произведения Михаила Авилова, Петра Белоусова, Исаака Бродского, Юрия Непринцева, Аркадия Рылова, Ивана Степашкина, Ефима Чепцова и других художников[1].

- 8 июня в Москве в помещении Клуба работников народного хозяйства им. Ф. Э. Дзержинского (Мясницкая ул., 5) открылась «Выставка приобретений Государственной комиссии по приобретениям произведений изобразительных искусств за 1928—1929 гг». Среди 243 работ 164 авторов экспонировались произведения Льва Британишского, Сергея Герасимова, Бориса Иогансона, Алексея Карева, Казимира Малевича, Ильи Машкова, Александра Осмёркина, Кузьмы Петрова-Водкина, Павел Радимов, Георгий Ряжский, Александра Самохвалова и других художников[2].

- В Ленинграде в залах Академии художеств открылась «Первая общегородская выставка изобразительных искусств». Среди работ 239 участников экспонировались произведения Михаила Авилова, Михаила Бобышова, Исаака Бродского, Александра Ведерникова, Алексея Карева, Бориса Кустодиева, Владимира Малагиса, Алексея Пахомова, Кузьмы Петрова-Водкина, Рудольфа Френца и других художников[3].

- Постановлением правительства художникам К. С. Петрову-Водкину и Д. Н. Кардовскому присвоено почётное звание Заслуженный деятель искусств РСФСР.

- В Ленинграде создано общество «Цех художников», возникшее в результате слияния четырёх объединений художников: «Общества имени А. И. Куинджи», «Общины художников», «Общества живописцев» и «Общества художников-индивидуалистов».

- 14 декабря в Москве в помещении постоянного выставочного зала товарищества «Художник» (Кузнецкий мост, 11) открылась выставка «Социалистическое строительство в советском искусстве». Среди 172 работ 93 авторов экспонировались произведения Александра Герасимова, Игоря Грабаря, Петра Кончаловского, Александра Осмёркина, Павла Радимова, Георгия Ряжского и других художников[4].

## Деятели искусства

### Родились
- 5 апреля — Калашников Анатолий Иванович, советский российский график, Заслуженный художник РСФСР (ум. в 2007).
- 29 апреля — Петров-Маслаков Всеволод Михайлович, российский советский живописец, Народный художник Российской Федерации.
- 28 мая — Тюлина Людмила Васильевна, советский живописец и график (ум. в 2001).
- 10 июня — Глазунов Илья Сергеевич, российский живописец и педагог, народный художник СССР, академик Российской Академии художеств, лауреат Государственной премии Российской Федерации (ум. в 2017).
- 13 июля — Хаустов Андрей Иванович, русский советский скульптор (ум. в 1978).
- 11 августа — Никифоров Владилен Алексеевич, советский живописец (ум. в 1990).
- 24 сентября — Абрамов Николай Алексеевич, русский советский живописец и педагог, Заслуженный работник культуры Российской Федерации (ум. в 1999).
- 24 сентября — Боско Юрий Иванович, советский российский художник-монументалист, Народный художник России (ум. в 2019).
- 28 сентября — Николай Матвеевич Позднеев, русский советский живописец (ум. в 1978).

Илья Глазунов

### Скончались
- 17 апреля — Александр Яковлевич Головин, российский художник и сценограф (род. в 1863).
- 3 июня — Александр Константинович Богомазов, украинский советский художник, видный представитель и теоретик русского художественного авангарда (род. в 1880).
- 25 сентября — Архипов Абрам Ефимович, русский советский живописец и педагог Народный художник РСФСР (род. в 1862).
- 29 сентября — Илья Ефимович Репин, выдающийся русский художник (род. в 1844).
- 17 декабря — Касаткин Николай Алексеевич, русский живописец, народный художник РСФСР (род. в 1859).

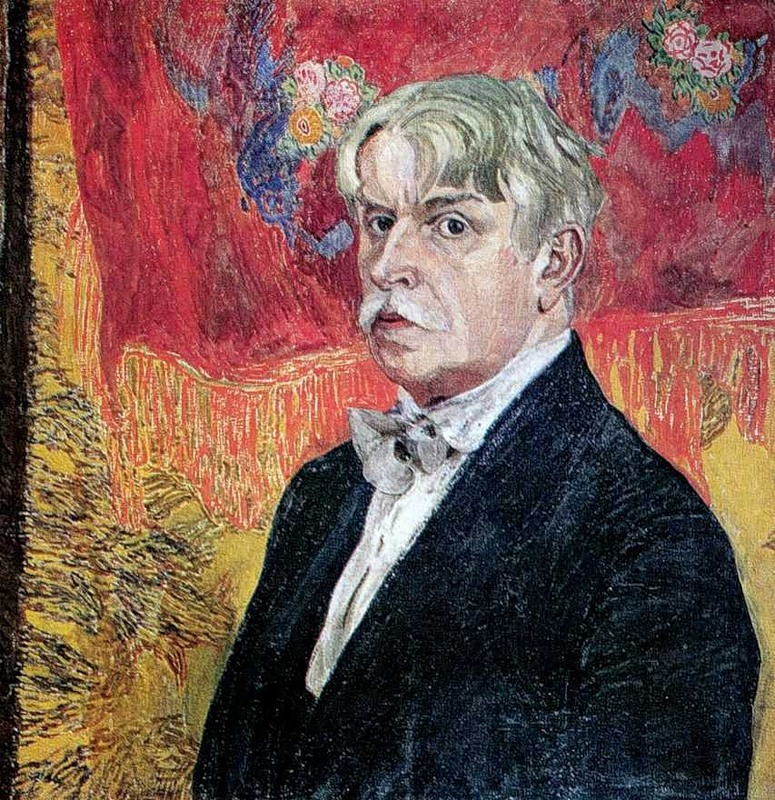
Александр Головин
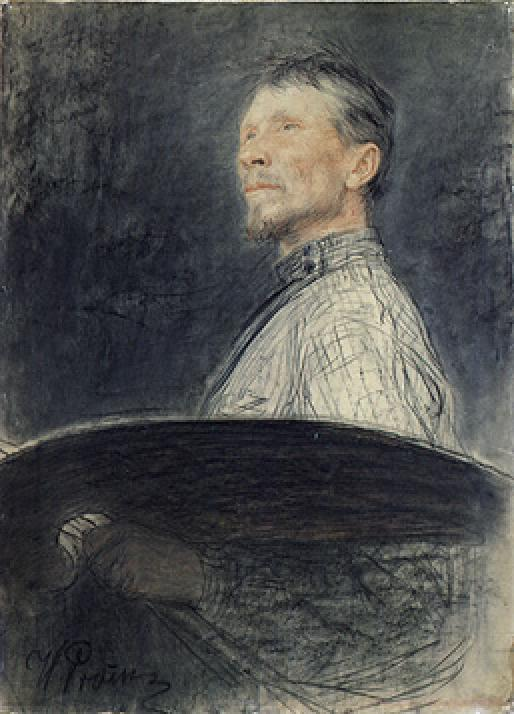
Абрам Архипов
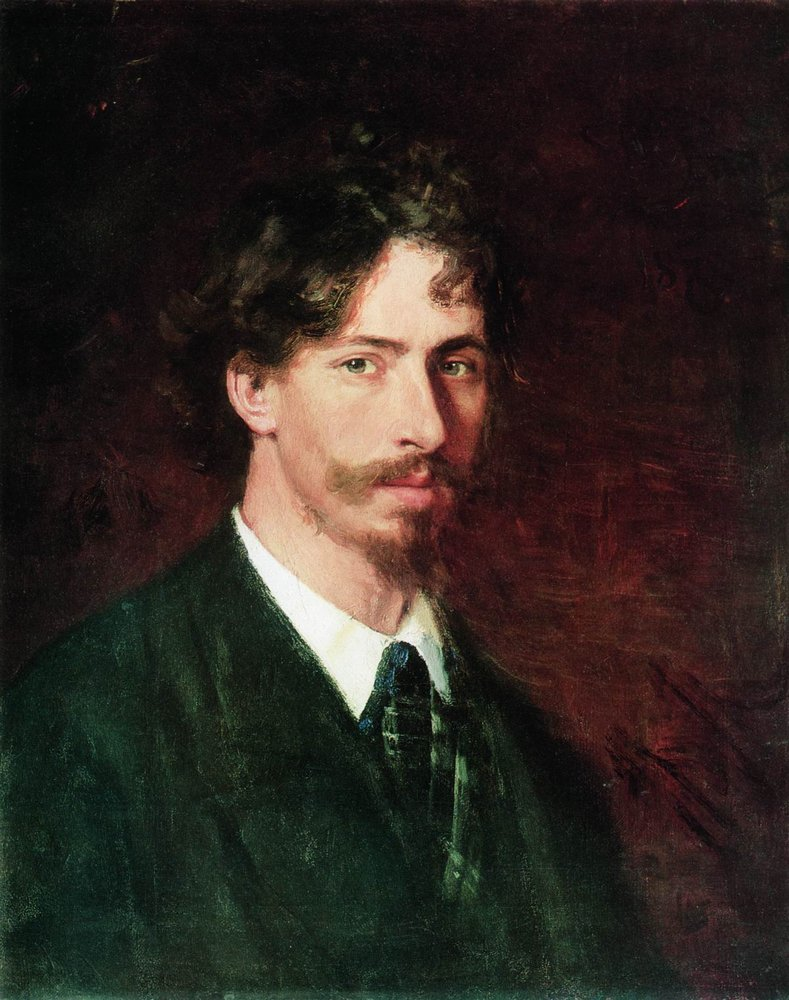
Илья Репин

## Галерея

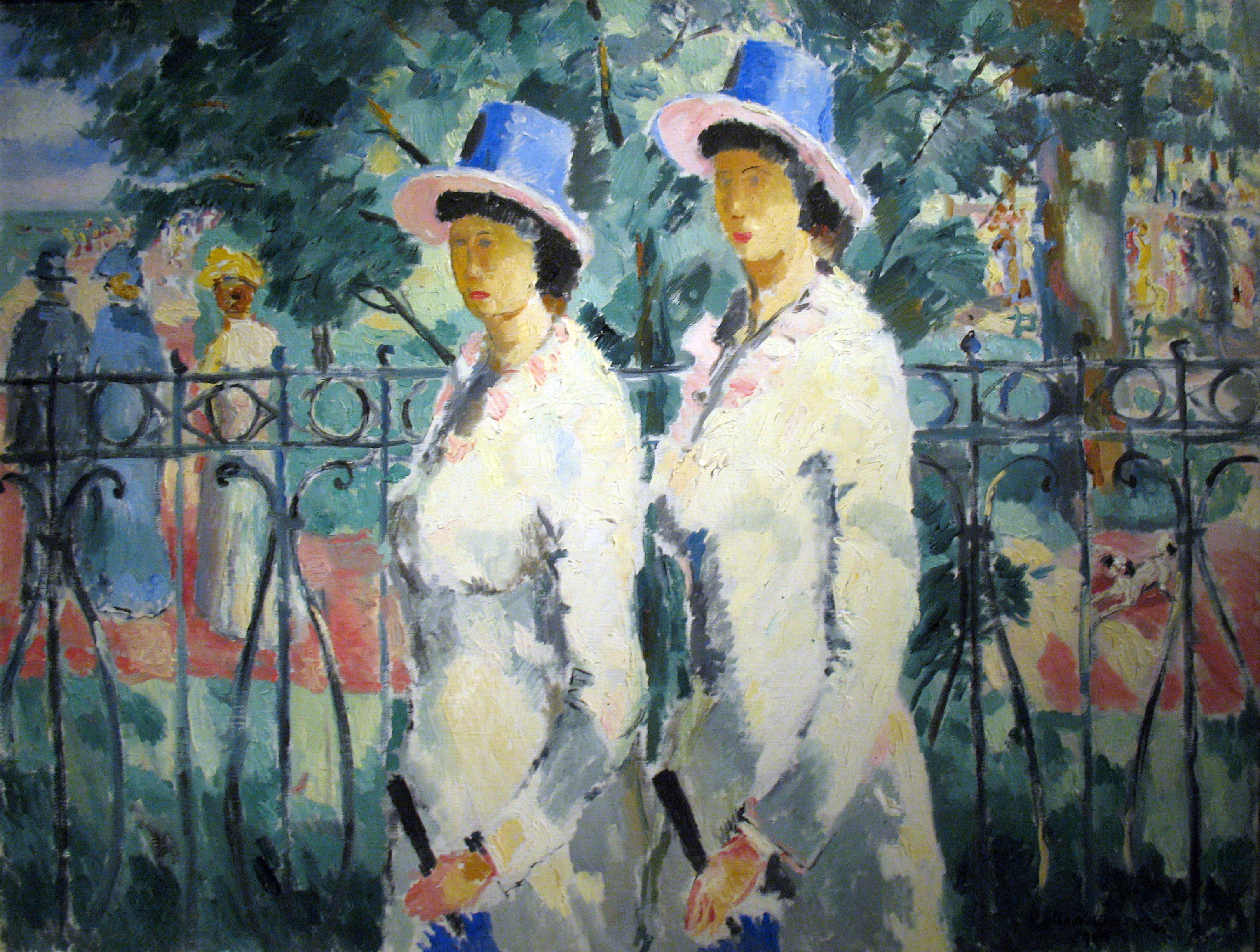
К. Малевич. Сёстры. 1930
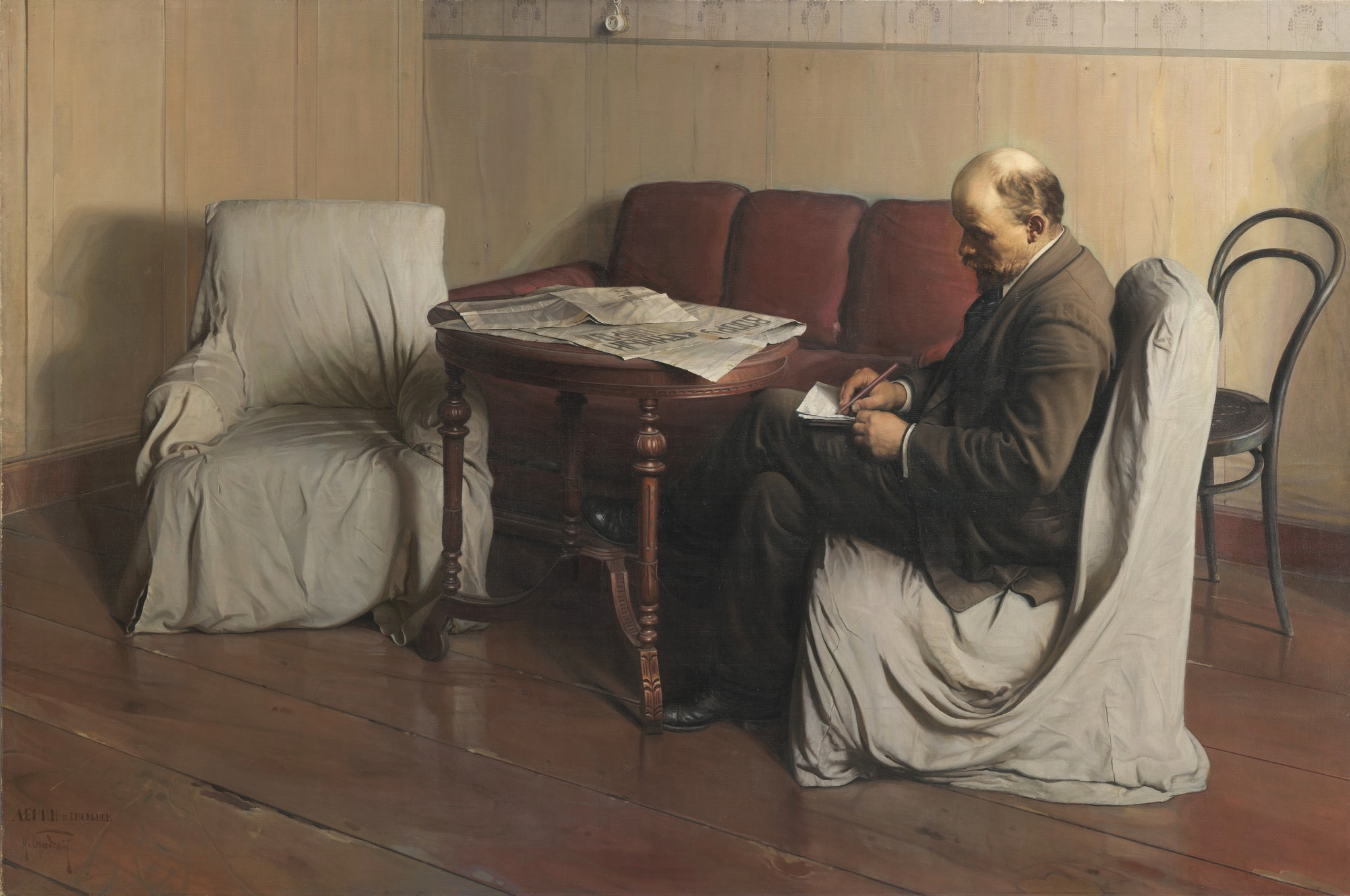
И. Бродский. Ленин в Смольном. 1930
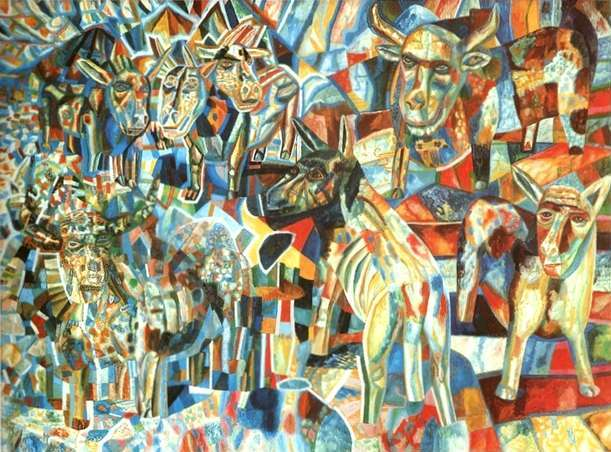
П. Филонов. Животные. 1930
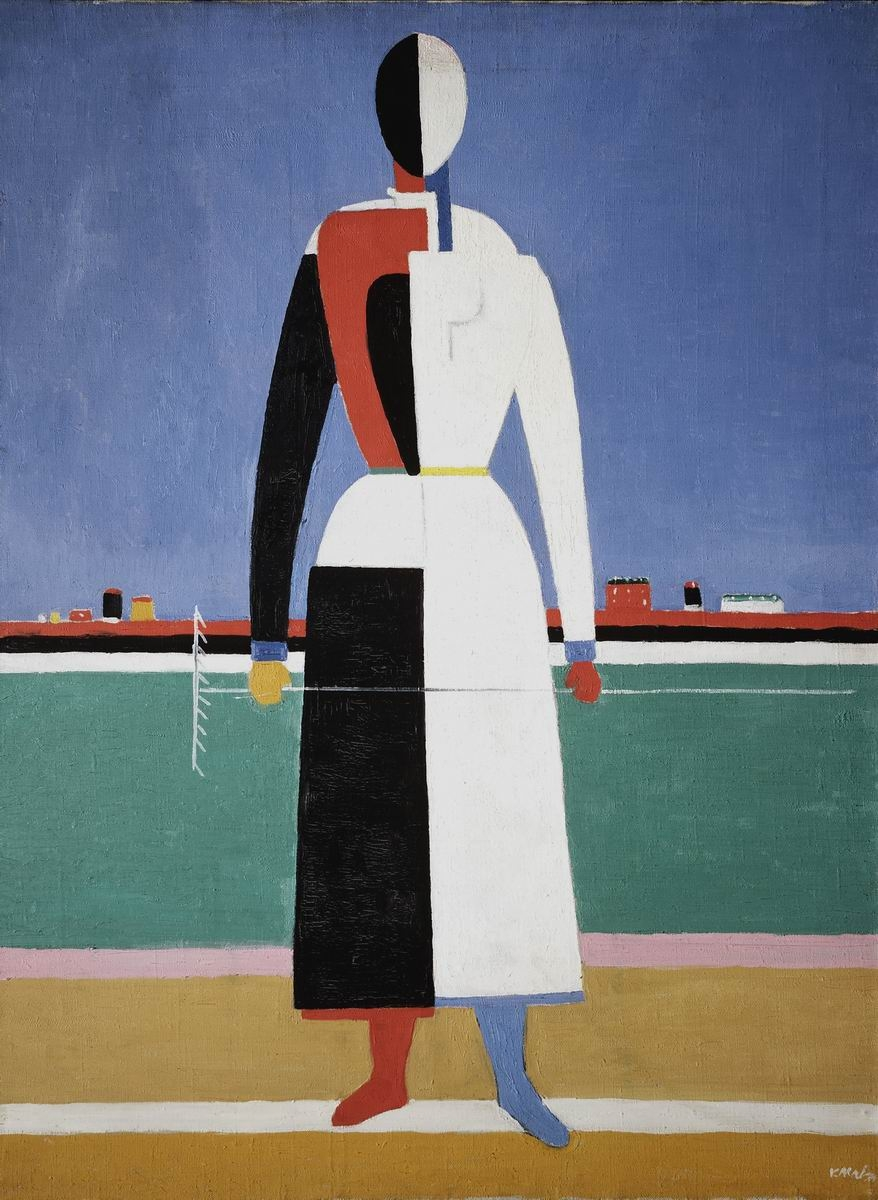
К. Малевич. Женщина с граблями. 1930